# Buur Gaabo
Buur Gaabo (som. Buurhakaba; arab. Bur Kabu) – miasto w Somalii; 28 900 mieszkańców (2006). Przemysł spożywczy.